# 나일 해전

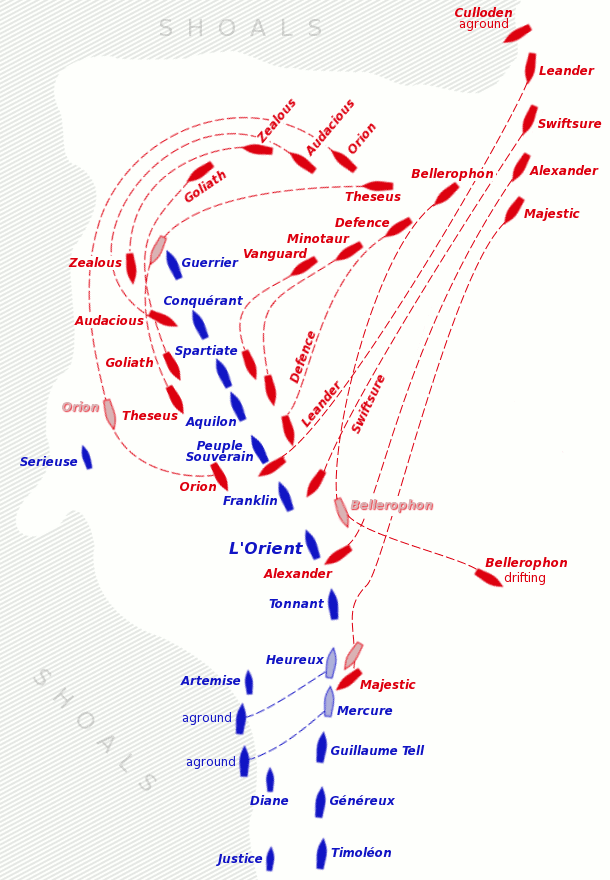
1798년 8월 1~2일 사이의 아부키르 만 전투 당시 전함들의 위치와 이동 경로를 묘사한 그림이다. 영국 전함들은 붉은색, 프랑스 전함들은 파란색이다. 중간으로 끼어든 전함은 옅은 붉은색/파란색으로 묘사되어 있다.

나일 해전 혹은 아부키르 만 해전(The Battle of the Nile or Aboukir Bay ; 1798년 8월 1일~2일)은 허레이쇼 넬슨(Horatio Nelson)이 지휘하는 영국 함대가 이집트에 주둔하던 나폴레옹의 프랑스 함대를 격침시킨 사건이다. 프랑스군의 피해는 약 1700명이 전사하고 (함대 총사령관 브뤼에 제독을 포함) 약 3000명이 포로로 사로잡힌 것으로 추정된다. 영국군은 218명이 전사했다.

## 배경
막 떠오르는 중이었지만 아직은 영국 최대의 적이 되지 않은 젊은 사령관, 나폴레옹 보나파르트(Napoleon Bonaparte)는 인도에서 영국의 지위를 위협하기 위해 이집트를 점령하려고 했다. 나폴레옹의 이집트 원정은 많은 과학자, 교육자, 기술자 등으로 구성된 조사단이 참여하여 문화적인 성격도 가지고 있었으며, 이 프랑스의 지성들은 홍해와 지중해에 운하를 뚫을 가능성을 두고 긴 토론을 벌이기도 했다. 원정이 시작되기 전, 나폴레옹은 프랑스가 아일랜드 침략을 계획하고 있다는 거짓 정보를 퍼트려 프랑스 지중해 함대를 북쪽에 집결하도록 했다. 이 계략에 속아 넘어간 영국 해군은 서지중해 방어에 돌입했고 그 결과 나폴레옹은 아무런 방해 없이 이집트 원정을 단행할 수 있었다. 나폴레옹이 상륙한 뒤로도 약 3주 동안 허레이쇼 넬슨 휘하의 14척으로 구성된 영국 함대는 프랑스 함대를 찾기 위해 지중해를 헤매고 있었다.

## 준비
양측 함대는 8월 1일 아부키르 만에서 조우했다. 프랑스 함대는 아부키르 만의, 깊이가 약 14미터도 채 안 되는 모래톱 가까이 정박하고 있었다. 모래톱은 프랑스 함대가 항구를 마주한 부분인 남서쪽 방향을 보호해 주었다. 넬슨은 이미 크나큰 명성을 얻고 있었고, 브뤼에 제독은 세인트 빈센트 곶(Cape St Vincent)과 다른 전투에서 보인 영국 함대의 전술을 충분히 연구했다. 그 결과 브뤼에는 전선이 영국 함대에 의해 양분되고 야습에 의해 패하는 것을 막기 위해 그의 전함들을 닻으로 연결하여 고정하였다. 브뤼에는 전투가 다음날 아침에 일어날 것이라 예상했고, 밤 동안 알렉산드리아로 도망칠 가능성을 염두에 둔 채 여유 있게 전투를 준비했다. 그러나 그의 믿음과 다르게 영국군은 수심이 얕고 지형을 정확히 알 수 없는 해안에서 야습의 위험을 감수하였다.

## 전투
넬슨은 그가 신뢰하는 함장들을 데려왔고, 지난 3개월간 보나파르트의 지중해 함대를 추적하는 동안 때때로 회의를 소집하였다. 넬슨은 항상 주도권을 잡고 전투를 시작했다. 프랑스 함대에 접근할 때, 골리앗 호의 토마스 폴리 함장은 선두 프랑스 함대와의 차이를 발견하였고 또 그들이 육지와 근접해 있다는 것도 알았다. 그는 묶인 닻들이 골리앗이 지나가기에 충분히 깊게 떠받치고 있다고 보았다. 골리앗은 전통적인 공격 라인에서 벗어나 면매면으로, 프랑스 함대의 다른 쪽 면으로 미끄러져 나갔다. 다른 영국 전함들도 골리앗을 뒤따라 들어가 프랑스군은 양측에서 공격을 받았다. 영국 함선 콜로든 호(culloden)는 도중에 좌초했으나 다른 함선들은 공격을 개시할 수 있었다. 그들은 프랑스 함선들을 하나씩 분산시켜 전선에서 이탈시켰다. 북쪽에서 불어오는 바람은 프랑스 함선으로 하여금 그들의 동료를 도우러 움직이지 못하게 하였다.
프랑스의 기함 오리앙(L'Orient)은 처음에 영국 전열함 벨레로폰(Bellerophon)에게 대포 사격을 가해 큰 피해를 입힌 후, 알렉산더(Alexander)와 스위프트슈어(Swiftsure)의 공격을 받아 불길에 휩싸였다. 21시 무렵 오리앙이 화염에 휩싸이자, 주변 함선들이 폭발을 피하기 위해 오리앙과 거리를 두려고 했기 때문에 전투는 잠시 중단되었다. 약 22시경 불이 창고에 옮겨 붙으면서 기함이 폭발하여 배의 여러 부분들이 박살나고 수백의 선원들이 공중으로 날아가 버렸다. 오리앙의 1천 명 정도 되는 선원 중 단지 100명만이 살아남을 수 있었다. 프랑스의 기함이 엄청난 폭발로 붕괴되었을 때, 양측의 수병들 모두 사격을 멈추고 그 광경을 30분 동안 멍하니 바라보기만 했다.
오직 프랑스군 전선의 말미에 있었던 프리깃인 디안(Diane)과 쥐스티스(Justice), 그리고 그들과 함께 있던 전열함 제네로(Le Généreux)와 기욤 텔(Guillaume Tell)만이 도망칠 수 있었다. 나머지는 8월 2일 불에 타거나 나포되었다.
넬슨은 뒷간판에 서 있는 동안 포도탄(grapeshot)에 이마를 피격당해 뼈가 드러날 정도의 부상을 입었다. 외과의 제퍼슨(Jefferson)은 상처가 표면적이라고 말하였으나 넬슨은 부상이 심각하다고 믿었고 그의 군목인 스티븐 코민을 불렀다. 그들은 넬슨을 방으로 보내고 그를 방해하지 않도록 했다. 넬슨은 회복을 위해 휴식을 취하면서 그의 함대에 승전했다는 글을 발표했는데 '위대한 신은 그의 훌륭한 팔에게 승리의 축복을 내렸으며 제독은 오늘 2시를 기해 모든 이들에게 감사를 돌린다. 그리고 그는 모든 배들에게 가능한한 편한 상태로 있도록 할 것을 명한다." 라는 내용이었다. 성직자 코민은 뱅가드(Vangard)의 함미에서 이 글을 발표했고 이는 포로로 잡힌 프랑스 장교들에게 깊은 인상을 주었다.

## 결과
승전보가 영국에 전해지는 것은 지연되었다. 넬슨의 전권대사 에드워드 베리(Edward berry) 제독과 집으로 돌아가던 승무원들을 운반하던 린더 호(Leander)가 지독한 전투 이후에도 살아남은 제네로 호(Le Généreux)에 의해 나포되었기 때문이다.
이탈리아로 향하던 넬슨의 기함 뱅가드는 팔레르모의 만에서 좌초되었다. 이곳은 윌리엄 헤밀턴(William hamilton)경과 그의 아내 엠마(Emma)가 살던 곳이었다. 그리고 넬슨의 경력 중 그다지 명예스럽지 못한 프란체스코 칼라촐로의 사형집행이 일어났던 곳이기도 하다.
이미 그의 군대를 이집트에 상륙시킨 나폴레옹은 이집트 정복을 끝내고 시리아를 정복하기 위해 출진했다. 그러나 파리의 정치적 상황이 급변했다. 그는 그의 병사를 방기하고 허를 찌르는 방법을 통해 몰래 프랑스로 떠났다. 그리고 스스로 제1통령에 취임하여 정치적 기반을 단단히 했다. 나폴레옹은 1804년 11월 2일 황제로서 대관식을 올렸다.
이 전투는 프랑스 혁명 전쟁에서 영국 해군의 우위를 확립하였다. 그리고 넬슨 제독의 명성을 드높이는 데 중요한 역할을 하였다. 또한 이 전투는 유명한 문학 작품의 소재가 되기도 했는데, '소년이 불타는 갑판위에 서 있었다.("The boy stood on the burning deck")라는 첫 구절로 유명한 펠리시아 헤만(Felicia D. Hemans)의 시 카사비앙카(Casabianca)는 오리앙 호가 전투 중에 폭발할 때 전사한 프랑스의 장교 루 줄리엔 요셉 카사비앙카(Luc-Julien-Joseph Casabianca)의 아들에 관한 것이기 때문이다.

## 참전 함대 정보
영국 함대
| 함선명                  | 대포 | 함장                                                       | 각주                                   |
| ----------------------- | ---- | ---------------------------------------------------------- | -------------------------------------- |
| 뱅가드(Vanguard)        | 74   | 에드워드 베리                                              | 넬슨의 기함.                           |
| 알렉산더(Alexander)     | 74   | 알렉산더 발(Alexander Ball)                                |                                        |
| 어데이셔스(Audacious)   | 74   | 다비지 골드(Davidge Gould)                                 |                                        |
| 벨레로폰(Bellerophon)   | 74   | 헨리 다스트레 다비(Henry D'Esterre Darby)                  | 프랑스 기함 오리앙에게 피해입은후 이탈 |
| 컬로든(Culloden)        | 74   | 토마스 트로우브리지(Thomas Troubridge)                     | 이동하다 뭍에 좌초되었다.              |
| 디펜스(Defence)         | 74   | 존 피톤(John Peyton)                                       |                                        |
| 골리앗(Goliath)         | 74   | 토마스 폴리(Thomas Foley)                                  |                                        |
| 마제스틱(Majestic)      | 74   | 조지 브라돈 웨스트콧(George Blagdon Westcott)              | 함장 전사                              |
| 미노타우로스(Minotaur)  | 74   | 토마스 루이스(Thomas Louis)                                |                                        |
| 오리온(Orion)           | 74   | 제임스 서머렌즈(Sir James Saumarez, 1st Baron de Saumarez) | 2번째 지휘관                           |
| 스위프트슈어(Swiftsure) | 74   | 벤자민 헬로웰(Benjamin Hallowell)                          |                                        |
| 테세우스(Theseus)       | 74   | 랄프 윌렛 밀러(Ralph Willet Miller)                        |                                        |
| 젤러스(Zealous)         | 74   | 사무엘 후드(Samuel Hood)                                   |                                        |
| 레안더(Leander)         | 50   | 토마스 볼덴 톰슨(Thomas Boulden Thompson)                  |                                        |
| 무티네(Mutine)          | 16   | Lt. 토마스 하디(Thomas Hardy)                              | 컬로든을 구조하기 위해 달려 옴.        |

프랑스 함대
| 함선명                                   | 대포 | 함장                             | 각주                                                 |
| ---------------------------------------- | ---- | -------------------------------- | ---------------------------------------------------- |
| 전열함(Line of Battle)                   |      |                                  |                                                      |
| 오리앙(L'Orient)                         | 118  | 뤽 쥘리앙 조제프 카사비앙카      | 기함, 함장 전사, 8월 1일 화약고 폭발로 침몰함.       |
| 프랑클랭(Franklin)]]                     | 80   | 모리스 질레                      | 부사령관 기함, 8월 2일 나포.                         |
| 토낭(Tonnant)                            | 80   | 아리스티드 오베르 뒤 프티-투아르 | 함장 전사, 8월 3일 나포.                             |
| 아퀼롱(Aquilon)                          | 74   | 앙투안 르네 테브나르             | 함장 전사, 나포                                      |
| 게리에(Guerrier)                         | 74   | 장 프랑수아 트륄레               | 8월 2일 나포, 8월 18일 도망치다 불타버림.            |
| 에뢰(Heureux)                            | 74   | 장 피에르 에티엔                 | 8월 3일 나포, 8월 16일 도망치다 불타버림.            |
| 스파르티아트(Spartiate)                  | 74   | 막심 쥘리앙 에므리오             | 나포                                                 |
| 푀플 수브랭(Peuple Souverain)            | 74   | 피에르 폴 라코르                 | 나포                                                 |
| 메르퀴르(Mercure)                        | 74   | 피에르 필리프 캉봉               | 8월 3일 나포, 8월 18일 도망치다 불타버림.            |
| 콩케랑(Conquérant)                       | 74   | 에티엔 달바라드                  | 나포                                                 |
| 제네로(Généreux)                         | 74   | 루이 장 니콜라 라주아이유        | 탈출                                                 |
| 기욤 텔(Guillaume Tell)                  | 80   | 소니에                           | 탈출                                                 |
| 티몰레옹(Timoléon)                       | 74   | 루이 레옹스 트륄레               | 8월 3일 뭍에 좌초된 후 도망치다 불타버림.            |
| 프리깃 함                                |      |                                  |                                                      |
| 아르테미스(Artémise)                     | 36   | 피에르 장 스탕들레               | 8월 3일 항복했으나 뭍에 좌초된 후 도망치다 불타버림. |
| 쥐스티스(Justice)                        | 44   | 장 빌뇌브                        | 탈출                                                 |
| 디안(Diane)                              | 38   | 장 니콜라 솔레이                 | 탈출                                                 |
| 세리외즈(Sérieuse)                       | 36   | 클로드 장 마르탱                 | 8월 1일 오리온을 가라앉힌 후 뒤늦게 불타다.          |
| 범선                                     |      |                                  |                                                      |
| Alerte                                   | 12   |                                  |                                                      |
| Railleur                                 | 14   |                                  | 탈출                                                 |
| Hercule                                  | 7    |                                  | Scuttled                                             |
| Salamine                                 | 18   |                                  | 탈출                                                 |
| 몇 개의 포함 다수(Also several Gunboats) |      |                                  |                                                      |

## 참고 문헌
영어위키 참고 문헌입니다.
- Anderson, R.C. Naval Wars in the Levant, 1559–1853. Princeton, Princeton University, 1952. ISBN 1-57898-538-2
- Connelly, Owen. Blundering to Glory: Napoleon's Military Campaigns. Wilmington, DE: SR Books, 1999. ISBN 0-8420-2780-7
- Strathern, Paul. Napoleon in Egypt: The Greatest Glory. Jonathan Cape, Random House, London, 2007. ISBN 978-0-224-07681-4
- Taylor, Gordon Clifford. The Sea Chaplains. Oxford: Oxford Illustrated Press, 1978. ISBN 0-902280-56-2.